# دانشگاه کاتولیک پونتیفیکال
دانشگاه کاتولیک پونتیفیکال (به انگلیسی: Pontifical Catholic University of Argentina) که با نام دانشگاه کاتولیک آرژانتین (به اسپانیایی: Universidad Católica Argentina (UCA) نیز شناخته می‌شود، یک دانشگاه خصوصی در کشور آرژانتین با پردیس‌هایی در شهرهای بوئنوس آیرس، سانتافه، روساریو، پارانا، مندوسا و پرگامینو. پردیس اصلی در Puerto Madero، محله‌ای مدرن در بوئنوس آیرس واقع شده است. طبق مطالعه‌ای در سال ۲۰۱۱ توسط وزارت آموزش اسپانیا صورت گرفت، این دانشگاه به عنوان یکی از بهترین دانشگاه‌های خصوصی در آمریکای لاتین در نظر گرفته شد. دانشگاه کاتولیک دومین دانشگاه مورد علاقه کارفرمایان آرژانتینی و ششمین دانشگاه در تمامی آمریکای لاتین است.

## دانشکده‌ها و موسسات
دانشکده‌ها و موسسات دانشگاه کاتولیک پونتیفیکال عبارتند از:
- دانشکده هنر و علوم موسیقی
- دانشکده علوم کشاورزی
- دانشکده اقتصاد
- دانشکده علوم دقیق و مهندسی
- دانشکده علوم پزشکی
- دانشکده علوم اجتماعی، سیاسی و ارتباطات
- پژوهشگاه علوم سیاسی و روابط بین‌الملل
- مؤسسه ارتباطات اجتماعی، روزنامه‌نگاری و تبلیغات
- دانشکده حقوق
- دانشکده حقوق متعارف
- دانشکده فلسفه و ادبیات
- دانشکده روانشناسی و روانشناسی تربیتی
- دانشکده الهیات

## رنکینگ
براساس نظام رتبه‌بندی QS در سال ۲۰۲۲، این دانشگاه در رتبه۳۲۲ دانشگاه برتر دنیا قرار دارد و دومین دانشگاه برتر آرژانتین می‌باشد.